# Ahmed Mousa
Ahmed Mousa Mairza (30 ottobre 1976) è un ex calciatore kuwaitiano, di ruolo centrocampista.

## Carriera

### Club
Ha sempre giocato nel campionato kuwaitiano.

### Nazionale
È stato convocato per la Coppa d'Asia nel 2000.